# Друга влада Лазара Мијушковића
Непосредно пред војничким сломом Црне Горе у Првом свјетском рату образована је влада на челу са Лазарем Ђ. Мијушковићем (20. XII 1915 - 29. IV 1916).

## Историја
Нова влада морала је да се одлучи за једно од ова три решења: 1) да се изврши план претходне владе за евакуацију, 2) да се прими одсудна одбрана по плану црногорске Врховне команде, и 3) да се ступи у преговоре са Аустро–угарском ради закључивања сепаратног мира.
Влада се одлучила за друго решење, иако је оно било неизводљиво за Црну Гору, јер је црногорска војска била без материјалне помоћи савезника, и није била у стању да четири пута надмоћнијем непријатељу пружи адекватан отпор.
План за одбрану Црне Горе у јануару 1916. израдила је црногорска Врховна команда, она иста која је од октобра до децембра 1915. добро организовала операције. Међутим, црногорска Врховна команда је операције од краја децембра 1915. до 17. јануара 1916. испланирала нереално, јер је такав план водио у пропаст. Краљ, Влада, Народна скупштина и највиши војни руководиоци никако нису смели да не прихвате план за евакуацију.
Када је почетком јануара 1916. године краљ Никола напустио земљу, с њим је отишао и тадашњи предсједник владе Лазар Мијушковић. У земљи су остала три министра и начелник Врховне команде, дивизијар Јанко Вукотић. У егзилу, у Француској, нову владу је формирао Андрија Радовић (29. IV 1916 - 4. I 1917).

## Чланови владе
| Функција                              | Слика     | Име и презиме    | Детаљи                                                                                                 |
| ------------------------------------- | --------- | ---------------- | --- |
| Предсједник Министарског Савјета      |           | Лазар Мијушковић | отишао у егзил јануара 1916.                                                                           |
| Министар Спољних Послова              |           | Лазар Мијушковић | отишао у егзил јануара 1916.                                                                           |
| Министар Правде                       |           | Марко Радуловић  | није отишао у егзил                                                                                    |
| Министар Просвјете и Црквених Послова | заступник | Марко Радуловић  | |
| Министар Финансија и Грађевина        |           | Андрија Радовић  | када је постављен није ни био у Црној Гори, већ као делегат краљ. владе већ од раније био у Бриндизију |
| Министар Финансија и Грађевина        |           | Лазар Мијушковић | заступник (у одсуству Андрије Радовића)                                                                |
| Министар Унутрашњих Послова           |           | Ристо Поповић    | није отишао у егзил                                                                                    |
| Министар Војни                        |           | Радомир Вешовић  | није отишао у егзил                                                                                    |